# Buso Renkin
Busō Renkin (japonès: 武装錬金, lit. ‘Alquímia d'armes’) és un manga escrit i dibuixat per Nobuhiro Watsuki, creador de Rurouni Kenshin (Samurai X).

## Resum de la trama
Durant un enfrontament on Kazuki Mutou, prova de salvar la vida d'una noia de les urpes d'un monstre estrany, rep ferides mortals. Però gràcies al poder del Core Iron fet alquímicament té una nova vida i una segona oportunitat que li atorga la capacitat d'utilitzar el seu propi Busou Renkin, o arma d'alquímia. S'ajunta amb Tokiko, l'usuari Busou Renkin que li havia salvat la vida abans i que li havia donat el Core Iron. Els seus nous poders els usa per lluitar contra els malvats monstres Homunculus, per tal de protegir els seus amics i la resta de la humanitat.